# Руска Кајња
Руска Кајња (слч. Ruská Kajňa) насељено је мјесто са административним статусом сеоске општине (слч. obec) у округу Хумење, у Прешовском крају, Словачка Република.

## Становништво
| Година:    | 1994. | 2004.    | 2014.    | 2024.   |
| ---------- | ----- | -------- | -------- | ------- |
| Број људи: | 169   | 134      | 111      | 100     |
| Разлика:   |       | -20,71 % | -17,16 % | -9,90 % |

| Година:    | 2023. | 2024.   |
| ---------- | ----- | ------- |
| Број људи: | 101   | 100     |
| Разлика:   |       | -0,99 % |

Према подацима о броју становника из 2024. године насеље је имало 100 становника.